# Seiza

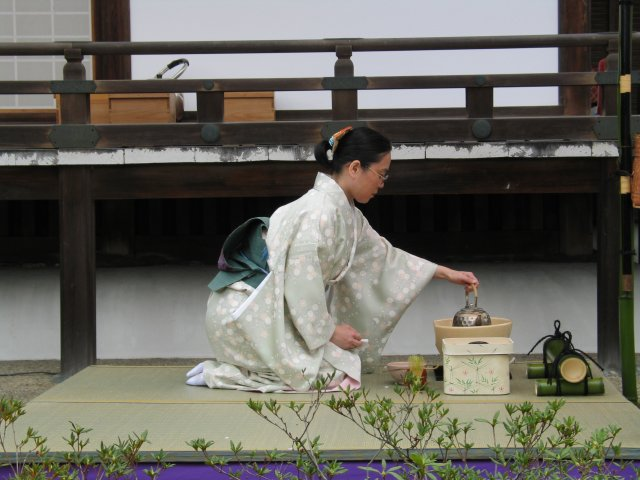
Kvinna i seiza-sittställning under en teceremoni

Seiza (正座, bokstavligt "att sitta på ett riktigt sätt") är det traditionella, formella sättet att sitta i Japan. Det motsvaras av det svenska begreppet "sitta på knä".

## Traditionen
Att sitta i seiza-ställning ingår som en del i flera japanska konstuttryckssätt som teceremonier, meditation (zazen) och många typer av budo, japansk kampsport. Det är också det traditionella sättet att sitta vid utövandet av shodo (kalligrafi) och ikebana (blomsterarrangemang).

## Utförande
För att sitta på seiza-sätt knäböjer man först på golvet, sedan vilar man baken mot hälarna och håller ned fötternas översida mot golvet. Händerna har man ibland diskret mellan benen och ibland med handflatorna nedåt på låren, med fingrarna tätt ihop. Ryggen hålls rak, men inte onaturligt stel. Enligt sedvänja håller kvinnor knäna ihop medan män håller dem lätt åtskilda, i samklang med individens kroppsstorlek. I vissa krigssporter som kendo och iaido, kan det påbjudas att ha upp till två handsbredders avstånd mellan knäna. Stortåna kan hållas bredvid varandra, men de hålls ibland placerade över varandra.
Att gå ned i eller upp från seiza ska göras på ett övertänkt sätt. Det finns föreskrivna traditionsbundna sätt att sätta sig ned och ställa sig upp som beror på vilket tillfälle det rör sig om och på hur man är klädd.
Seiza görs oftast på golv med tatamis (vävda stråmattor), men många sitter på seiza-sätt på golv med vanliga mattor och till och med på hårda trägolv. Beroende på vilka formella regler som gäller för tillfället ifråga, på vilket sammanhang det rör sig om och på personens status, är det ibland godtagbart att sitta på en speciell kudde som benämns zabuton (座布団, bokstavligt ’’sitt-futon’’).
Att sitta med benen i kors anses som informellt och olämpligt för vissa situationer. Det är dock ibland accepterat, speciellt för dem som har svårt att använda seiza, såsom äldre och icke-japaner. Ibland erbjuds pallar för dem som är gamla eller handikappade också när de övriga närvarande förväntas sitta på seiza-sätt. 
För en utlänning kan det vara ett gott råd att, särskilt i en formell situation, åtminstone göra ett försök att sitta på seiza-sätt. Om man inte har vuxit upp med denna sittställning är det dock svårt att ta den till sig. De som är ovana med seiza upplever vanligtvis att ställningen efter längre tid än en minut eller två tenderar att leda till cirkulationsproblem, med åtföljande känsla av nålar i musklerna och så småningom känslolöshet i benen. Fysiska obehag minskar med erfarenhet allt eftersom blodcirkulationen förbättras. Förfarna personer kan sitta på seiza-sätt i fyrtio minuter eller mer utan stort obehag.